# Escola d'Estudis Internacionals Avançats Paul H. Nitze
L'Escola d'Estudis Internacionals Avançats Paul H. Nitze (en anglès, Paul H. Nitze School of Advanced International Studies, SAIS), situada a Washington DC, és una de les millors escoles de postgrau dedicades a l'estudi de les relacions internacionals, l'economia, la diplomàcia i la política internacional.
SAIS forma part de la Universitat Johns Hopkins i és una de les poques institucions acadèmiques globals, en comptar amb presència a tres diferents continents, amb campus a Washington DC (Estats Units), Bolonya (Itàlia) i Nanjing (Xina).
La seva seu central a Washington és en l'àrea coneguda com a Avinguda Massachusetts, al costat de Dupont Circle, envoltada de nombroses ambaixades i els centres d'investigació més importants dels Estats Units, tals com la Institució Brookings, l'Institut Peterson, el Fons Carnegie per a la Pau Internacional o el Centre per al Desenvolupament Global.

## Història
SAIS va ser fundada el 1943 per Paul Nitze i Christian Herter. Es va establir durant la Segona Guerra Mundial per un grup d'homes d'estat que volien comptar amb un institut que pogués formar americans per a les responsabilitats internacionals de la postguerra. L'èmfasi es va posar des del principi en l'ensenyament i investigació de relacions internacionals, economia internacional i idiomes. El lloc natural per a l'escola era la capital dels Estats Units, Washington DC, ja que era el centre del poder polític i de la política exterior nord-americana. Durant el primer any acadèmic, el 1944, es van matricular 15 estudiants. Es va convertir en part de la Universitat Johns Hopkins el 1950.
El 1955 es va crear el Bologna Center a la ciutat de Bolonya (Itàlia), la primera institució de postgrau fundada en Europa sota el sistema universitari americà. El 1963, SAIS va créixer més enllà de seus primera seu a Florida Avenue i es va traslladar en un dels seus actuals edificis a Massachusetts Avenue, N.W. (Washington DC). El 1986 es va crear l'Hopkins-Nanjing Center a Nanjing (Xina), completant de forma pionera la presència global de l'escola.

## Estudis i professorat
L'escola imparteix exclusivament titulacions de postgrau (Màster i PhD) i es divideix en 14 departaments d'investigació. Alguns són temàtics (Economia Internacional, Relacions Internacionals, Estudis Estratègics, Dret Internacional, Desenvolupament Internacional, etc.) mentre que d'altres són geogràfics (Estudis Africans, Asiàtics, Europeus, el Pròxim Orient, Llatinoamericans, etc.). Compta amb uns 550 estudiants Washington, D.C., uns 180 a Bolonya i 100 a la Xina. Aproximadament un 60% prové dels Estats Units, amb la resta repartida entre més de 66 països diferents.
Alguns dels membres del claustre més destacats són o han estat Francis Fukuyama, Paul Wolfowitz (essent-hi degà), Zbigniew Brzezinski o Robert Mundell (premi nobel d'Economia).

## Centres d'investigació
- Foreign Policy Institute
- Central Asia-Caucasus Institute
- Center For Constitutional Studies And Democratic Development (Italy)
- Center for Displacement Studies
- Center for International Business and Public Policy
- Center for Strategic Education
- Center for Transatlantic Relations
- The Dialogue Project
- Hopkins-Nanjing Research Center (China)
- Institute for International Research (China)
- International Energy and Environment Program (IEEP)
- International Reporting Project
- Philip Merrill Center for Strategic Studies
- Protection Project
- Reischauer Center for East Asia Studies
- Schwartz Forum on Constructive Capitalism
- SME Institute
- Swiss Foundation for World Affairs
- US-Korea Institute